# طوبال مائي
طوبال مائي (الاسم العلمي: Nyssa aquatica) هو نوع من النباتات يتبع جنس الطوبال من الفصيلة القرانية.